# Musterung (Seemannsgesetz)

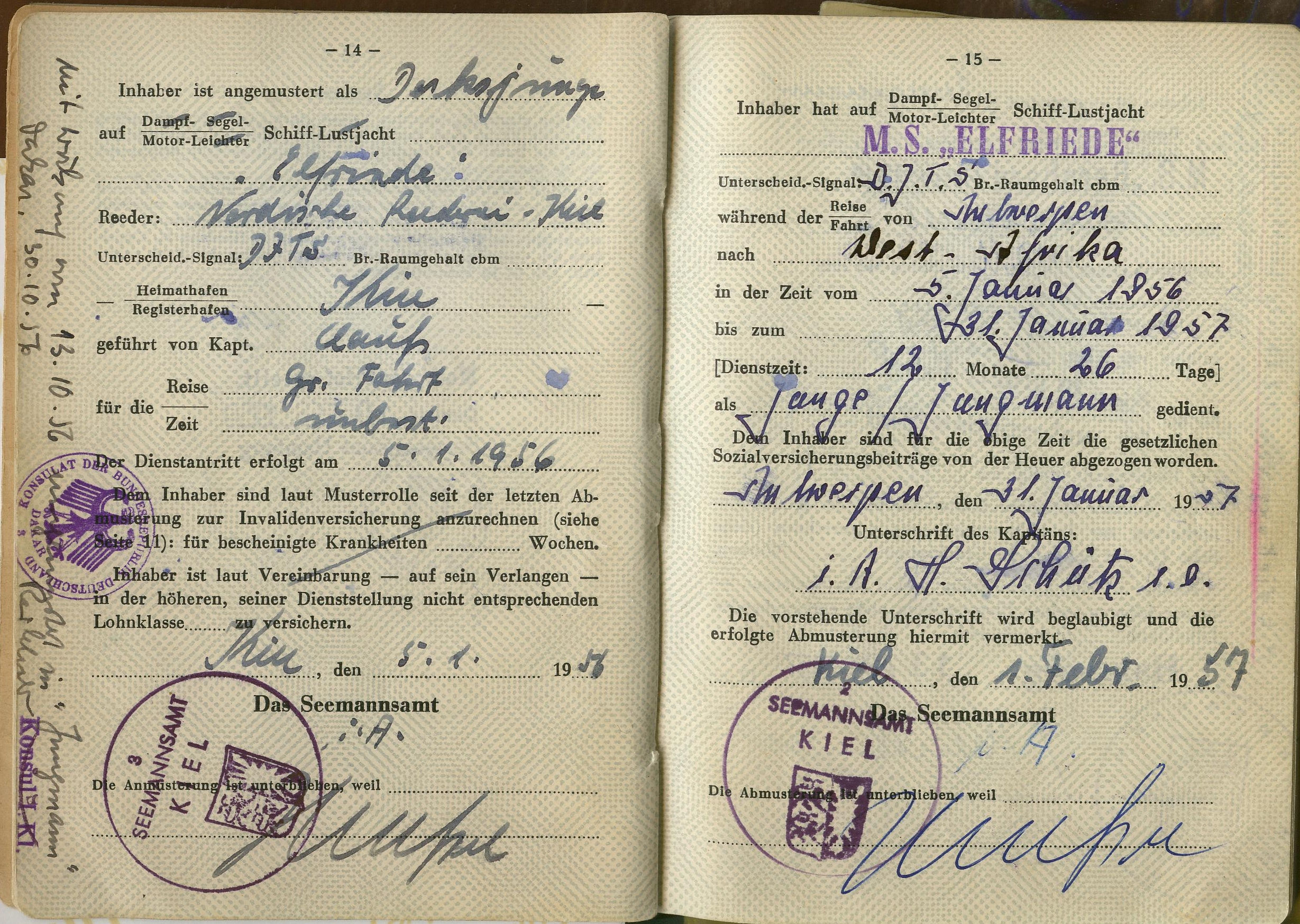
Seefahrtbuch – Erster Eintrag –
M/S „ELFRIEDE“ Nordische Schiffahrts-GmbH, Kiel, 1956, rechte Seite der Abmusterungseintrag des Seemannsamts

Unter Musterung wurde in Deutschland die Eintragung oder Löschung von Seeleuten in die Musterrolle eines Schiffs durch das Seemannsamt verstanden. Das Musterungsverfahren wurde mit Wirkung vom 1. August 2013 abgeschafft.

## Begriff und Verfahren
Der Kapitän eines Schiffes war früher verpflichtet, während der Reise eine Musterrolle mitzuführen, die über die jeweilige Zusammensetzung der Schiffsbesatzung und über die sonstigen im Rahmen des Schiffsbetriebs an Bord tätigen Personen Auskunft gab. Als Musterung wurde die Verhandlung vor dem Seemannsamt über die in die Musterrolle einzutragenden Angaben bezeichnet (§ 15 SeemG).
Der Kapitän eines Schiffes war verpflichtet, eine Musterung zu veranlassen, wenn ein Besatzungsmitglied den Dienst an Bord antrat (Anmusterung) oder beendete (Abmusterung) oder wenn sich die Dienststellung eines Besatzungsmitglieds nicht nur vorübergehend änderte (Ummusterung). Im Musterungsverfahren hatte der Seemann sein Seefahrtbuch und sein Befähigungszeugnis vorzulegen. Eine erneute Anmusterung war erst nach durchgeführter Abmusterung oder nach der glaubhaft gemachten Beendigung der früheren Beschäftigung, die vom Seemannsamt im Seefahrtbuch zu bescheinigen war, möglich (§ 17 Abs. 2 SeemG). Bei der Musterung musste der Kapitän oder ein bevollmächtigter Vertreter des Kapitäns oder des Reeders sowie die zu musternde Person anwesend sein. Die Musterrolle und das Seemannsbuch mussten vorgelegt werden (§ 16 SeemG).
Waren seit der Ausfertigung der Musterrolle zwei Jahre vergangen, musste das Seemannsamt auf Antrag des Kapitäns eine der gegenwärtigen Zusammensetzung der Schiffsbesatzung entsprechende neue Musterrolle ausfertigen. Dieser Vorgang wurde als Generalmusterung bezeichnet. Auch das Seemannsamt konnte die Generalmusterung verlangen, wenn die Musterrolle unübersichtlich oder unleserlich geworden war (§ 20 SeemG).

## Gründe für die Abschaffung
Das Musterungsverfahren wurde als nicht mehr zeitgemäß angesehen. Mit dem Inkrafttreten des Gesetzes zur Umsetzung des Seearbeitsübereinkommens 2006 der Internationalen Arbeitsorganisation am 1. August 2013, mit dessen Artikel 1 das neue Seearbeitsgesetz verkündet wurde, wurde der Kapitän stattdessen verpflichtet, eine Besatzungsliste mitzuführen, die jederzeit den vollständigen Stand der Zusammensetzung der Besatzung wiedergibt (§ 22 SeeArbG). Eine sichere Schiffsbesetzung wird seitdem durch regelmäßige Überprüfungen der Anzahl der Seeleute und der Zusammensetzung der Schiffsbesatzung durch die Berufsgenossenschaft, die Wasserschutzpolizei und die Hafenstaatkontrollen gewährleistet.

## Bedeutung der Musterung im Visumverfahren
Im europäischen Visum-Recht hat der Begriff der An-, Ab- und Ummusterung nach wie vor Bedeutung. Der Begriff findet sich im Zusammenhang mit drittstaatsangehörigen Seeleuten, die für die Einreise in den Schengen-Raum von der vorherigen Einholung eines Visums bei einer in ihrem Heimatland gelegenen Auslandsvertretung befreit werden. Der in der deutschen Sprachfassung verwendete Begriff deckt sich aber nur teilweise mit den Begrifflichkeiten des früheren deutschen Rechts und findet in anderen Sprachfassungen, z. B. im Englischen oder Französischen, keine direkte Entsprechung.
Nach Art. 36 Visakodex kann einem Seemann, der bei der Einreise in den Schengen-Raum nach der EU-Visum-Verordnung im Besitz eines Visums sein müsste, das erforderliche Visum nicht im Heimatland, sondern direkt an der Grenze erteilt werden, wenn er die allgemeinen Einreisevoraussetzungen (das sind u. a. Reisepass, Lebensunterhaltssicherung, kein Einreiseverbot) erfüllt, er das Visum nicht vor der Einreise einholen konnte und seine Rückkehr gewährleistet erscheint, und er die Grenze überschreitet, um auf einem Schiff, auf dem er als Seemann arbeiten wird, anzumustern oder wieder anzumustern oder von einem Schiff, auf dem er als Seemann arbeitet, abzumustern. Er erhält dann an der Grenze ein kurzzeitiges Transitvisum.
Als Anmusterung (englisch Signing on a vessel, französisch Marin enrôlé sur un navire) wird dabei die Tätigkeit eines Seemanns auf einem Schiff, das in einem mitgliedstaatlichen Hafen liegt oder dort erwartet wird (Einreise in das Gebiet der Mitgliedstaaten) verstanden. Abmusterung (englisch Leaving service from a vessel, französisch Le marin, quittant son service, débarque d’un navire) ist demgegenüber das Verlassen eines Schiffs, das in einen Hafen eines Mitgliedstaats eingelaufen ist (Verlassen des Gebiets der Mitgliedstaaten). Ummusterung (englisch Transferring from a vessel, französisch Le marin quitte un navire venu mouiller dans un port d’un État membre pour rejoindre un autre navire) ist der Wechsel eines Seemanns von einem Schiff, das in einen mitgliedstaatlichen Hafen eingelaufen ist, auf ein anderes Schiff. Ein besonderes Verfahren, wie etwa die bisherige Musterung nach dem deutschen Seemannsgesetz, ist dafür nicht vorgesehen.
Die Regelung hat ihren Vorläufer in der Verordnung (EG) Nr. 415/2003 des Rates vom 27. Februar 2003 über die Erteilung von Visa an der Grenze, einschließlich der Erteilung derartiger Visa an Seeleute auf der Durchreise, die ihrerseits auf den Beschluss des Schengen-Exekutivausschusses vom 19. Dezember 1996 bezüglich der Visumerteilung an der Grenze an Seeleute auf Durchreise (SCH/Com-ex (96) 27) zurückgeht.
Hintergrund der Einreiseerleichterungen ist, dass die Visumerteilung an Seeleute besondere Schwierigkeiten mit sich bringt, da nicht immer im Voraus bekannt ist, in welchem Hafen die Schiffe anlegen werden und die Seeleute oft nicht wissen, wo sie abmustern werden. Mitunter müssen sie sich zur Anmusterung auch äußerst kurzfristig in einen bestimmten Hafen begeben. Aufgrund dieser unvorhersehbaren Änderungen der Reiseziele und der kurzen Fristen kommt es in der Praxis, sowohl in Seehäfen als auch auf Flughäfen, oft vor, dass visumpflichtige Seeleute ohne ein Visum an einer Schengener Außengrenze einreisen möchten. Um kurzfristig ein Transitvisum zu erhalten, informiert die Reederei oder der Schiffsagent die zuständigen Behörden des mitgliedstaatlichen Hafens, in dem das Schiff liegt oder erwartet wird, über die Einreise visumpflichtiger Seeleute über einen mitgliedstaatlichen Flughafen oder über eine Land- oder Seegrenze. Die Reederei oder der Schiffsagent unterzeichnet für diese Seeleute eine Garantieerklärung, in der sich die Reederei zur Übernahme sämtlicher Kosten des Aufenthalts dieser Seeleute und erforderlichenfalls ihrer Repatriierung verpflichtet.
Die Begriffe der deutschen Sprachfassung des Visakodex sind als solche offenbar dem früheren deutschen Fachsprachgebrauch des Seemannsgesetzes entnommen, meinen aber teilweise etwas anderes.